# Vůz Btee289 ČD
Vozy Btee289, číslované v intervalu 50 54 21-08 jsou řadou osobních velkoprostorových vozů z vozového parku Českých drah. Jedná se o vozy Bdt279 upravené v ŽOS České Velenice.

## Technický popis
Jsou to neklimatizované osobní vozy se skříní typu UIC-Y o délce 24 500 mm. Mají podvozky GP 200 vybavené kotoučovými brzdami. Jejich nejvyšší povolená rychlost je 120 km/h. Při modernizaci v letech 2008 a 2009 byl do vozů doplněn centrální zdroj energie (CZE).
Vnější nástupní dveře jsou zalamovací, mezivozové jsou manuálně posuvné do strany. Vozy mají polospouštěcí okna.
Interiér vozu je rozdělen na dva velké velkoprostorové oddíly, z nichž jeden má šest a druhý pět fiktivních oddílů. Celkem mají 88 míst k sezení realizovaných jako dvojmístné lavice potažené červenou koženkou v uspořádání 2 + 2.
Nátěr je přes okna zelený a zbytek bílý, nově se vozy lakují do modro-bílého stylu od studia Najbrt.

## Modernizace
V letech 2011 až 2013 byly v Pars nova Šumperk dva vozy Btee289 (č. 057 a 088) a 32 vozů Bdt279 přestavěny na nové řídicí vozy Bfhpvee295. Ve vozech bylo vytvořeno řídicí stanoviště ve stylu lokomotivy 380. Kromě toho byl kompletně modernizován interiér vozu, zřízen víceúčelový oddíl a dvoukřídlé předsuvné vstupní dveře do tohoto oddílu, doplněna klimatizace, vakuové WC, zásuvky 230 V, audio-vizuální informační systém a na konci vozu nové předsuvné dveře. Maximální rychlost byla zvýšena na 140 km/h. Celková cena modernizace činila více než jednu miliardu korun (přibližně 31 milionů Kč za vůz).

## Provoz
V roce 2024 se vyskytovaly pouze jako náhrada za jiné vozy v Plzeňském kraji, kam byly převezeny z kraje Jihočeského. V Plzni také dostaly čalounění Aufeer. 2 vozy jsou od roku 2023 odstaveny.